# 가창 (전한)
가창(假倉, ? ~ ?)은 전한 후기의 유학자로, 자는 자교(子驕)이며 진류군 사람이다.

## 행적
장산부의 밑에서 수학하였다. 석거각(石渠閣)의 논의에 참여하였고, 벼슬이 교동상에 이르렀다.

## 출전
- 반고, 《한서》 권88 유림전